# Самарин, Юрий Фёдорович
Ю́рий Фёдорович Сама́рин (21 апреля [3 мая] 1819, Петербург — 19 [31] марта 1876, Берлин) — русский философ-славянофил, публицист, переводчик.
Философские взгляды Самарина находились сначала под сильным влиянием гегелевской философии. После знакомства с К. С. Аксаковым сблизился с ведущими славянофилами: А. С. Хомяковым и братьями Иваном и Петром Киреевскими. Особенно сильным было воздействие на него идей Хомякова. Позже в «Письмах о материализме» он подвергает критике философскую систему Гегеля. Автор концепции «западного пленения» русского богословия, автор термина «соборность».

## Биография
Родился в Санкт-Петербурге 21 апреля (3 мая) 1819 года в богатой и родовитой дворянской семье Самариных: сын полковника Фёдора Васильевича Самарина и Софьи Юрьевны — дочери Ю. А. Нелединского-Мелецкого. Крестник императрицы Марии Фёдоровны и первый ребёнок в семье; из родившихся позже известность получили братья Николай и Дмитрий Самарины, а также сестра — Мария Фёдоровна Соллогуб.
В 1824 году воспитание его было поручено французскому гувернёру, двадцатитрёхлетнему Пако (Pascault), кончившего курс в лицее и преподававшего потом французский, латинский и греческий языки в разных коллежах. В октябре 1826 года появился ещё и русский учитель, двадцатидвухлетний Николай Иванович Надеждин, который преподавал закон Божий, русский язык в связи с церковнославянским, греческий язык, историю и некоторое время немецкий язык, для которого был потом приглашен особый учитель. Пако преподавал французский и латинский язык, географию и арифметику. Осенью 1834 года Самарин начал учиться на словесном отделении Московского университета. Историко-филологическое отделение философского факультета Московского университета он окончил в 1838 году первым кандидатом, получив право поступить на службу сразу в министерство. Одновременно с ним отделение окончили М. Н. Катков и Ф. И. Буслаев. Большие связи в высшем свете и отличное образование обеспечивали молодому человеку блестящую служебную карьеру, которая однако не привлекала его.
Во время подготовки к магистерскому экзамену он близко познакомился с К. С. Аксаковым, который также готовился к магистерскому экзамену. Это знакомство скоро перешло в искреннюю дружбу; Аксаков увлек Самарина своею горячею проповедью о народных русских началах. В феврале 1840 года Самарин выдержал магистерский экзамен и приступил к написанию диссертации. В это время он имел близкие отношения с кружком славянофилов, во главе которых стояли А. С. Хомяков и братья Киреевские. Первоначально увлекавшийся Гегелем и пытавшийся примирить с ним православие, Ю. Ф. Самарин затем под влиянием Хомякова стал двигаться в славянофильском направлении. Богословские воззрения Хомякова он воспринял всецело и попытался провести их в своей диссертации о Стефане Яворском и Феофане Прокоповиче, которую он защитил 4 июня 1844 года в Московском университете. В Яворском и Прокоповиче Самарин усматривал представителей двух начал — антипротестантского (момент единства) и антикатолического (момент свободы), которые соединены в православной церкви. Вследствие резких нападок на церковные преобразования XVIII века в печати смогла тогда появиться лишь третья, наименее значительная часть диссертации, под заглавием «Стефан Яворский и Феофан Прокопович, как проповедники» (М., 1844), которую и защищал Самарин на диспуте.
В 1844 году Самарин поступил на службу секретарём 1-го департамента Сената. Через некоторое время, 9 февраля 1846 года, он перешёл в министерство внутренних дел и 21 июля отправился в Ригу вместе с Я. В. Ханыковым, председателем ревизионной комиссии, которой было поручено изучить городское устройство и хозяйство города и составить проект его преобразования. Изучив городские архивы Риги, он написал историю этого города; предназначенная только «для лиц высшего управления», она была издана в 1852 году в Санкт-Петербурге под названием «Общественное устройство г. Риги» в ограниченном количестве экземпляров и составляет библиографическую редкость.
Слухи о насильственном присоединении к православию эстов и латышей и о возбуждении их православным духовенством против помещиков побудили его написать в 1849 году «Письма из Риги», в которых обсуждалось отношение к России прибалтийских немцев. Письма эти, получившие распространение в рукописи, вызвали неудовольствие влиятельных сфер. Самарин был привлечён к ответственности по обвинению в разглашении служебных тайн: 17 февраля 1849 года К. С. Аксаков сообщал родным: «письма до сих пор возбуждают сильную злобу немцев, везде прославляющих его или шпионом правительства, или опасным, вредным либералом…», а 6 марта он написал: «Дела идут плохо: немцы торжествуют, и Самарин сидит…». Вечером 17 марта состоялась встреча с Самариным императора Николая I, который сделал ему строгое внушение за разглашение того, что считалось канцелярской тайной, и за возбуждение вражды немцев против русских. Дело окончилось переводом 3 августа на службу в Симбирскую губернию. Разъяснение положения дел в Прибалтийском крае и его отношений к России и позже занимало Самарина и вызвало целый ряд исследований, напечатанных им за границей под заглавием «Окраины России» (5 вып., Берлин, 1868—1876). В числе их имеются и ценные исторические исследования — например, очерк крестьянского вопроса в Лифляндии, но главным образом они посвящены задачам русской политики на окраинах.
В конце 1849 года Самарин был отправлен, в качестве чиновника особых поручений при министре, в Киев и через год назначен правителем канцелярии киевского генерал-губернатора Д. Г. Бибикова. В 1853 году вышел в отставку.
После смерти отца, получив управление имениями, изучал хозяйства в Тульской и в Самарской губерниях; жил в них летом, проводя зимы в Москве. Изучая быт и хозяйственное положение крестьян, он пришёл к убеждению в необходимости отмены крепостного права и приступил к составлению записки «О крепостном состоянии и о переходе из него к гражданской свободе», которая была окончена только в 1856 году и в сокращенном виде напечатана в журнале «Сельское благоустройство». С 1856 года Самарин принимал деятельное участие в издании «Русской беседы»; для первых двух книг журнала он написал статьи «О народности в науке» и «О народном образовании». Однако главными в это время стали его статьи о сельской общине и исследование «Упразднение крепостного права и устройство отношений между помещиками и крестьянами в Пруссии».

### В период Великих реформ
С началом крестьянской реформы и созданием губернских комитетов по разработке Положения об улучшении быта крестьян, Самарин получил 25 июня 1858 года приглашение вступить в Самарский губернский комитет в качестве члена от правительства. Им был составлен собственный проект Положения, который кроме него поддержали ещё только 4 члена комитета. В нём, в частности, он отмечал, что крепостное право следует упразднять постепенно, с «соблюдением благоразумной осторожности». Самарин полагал, что землю, которой пользуются крестьяне, необходимо отдать на правах собственности крестьянам, а помещику компенсировать передачу земли особым «вознаграждением», которое может быть двояким: 1) постоянной, непрерывной рентой за землю (Самарин определяет её в 6 %); 2) единовременным выкупом или уплатой всей капиталистической стоимости земли, причем право пользования, в таком случае, «превращается в право собственности, а право собственности прежнего вотчинника прекращается». В 1859 году он был приглашён к участию в трудах редакционных комиссий, где работал в административном и хозяйственном отделениях.
После выхода Манифеста об отмене крепостного права Ю. Ф. Самарин в течение двух лет принимал участие, в качестве члена от правительства, в Самарском «Губернском по крестьянским делам присутствии». Приехав в Москву в июне 1863 года, он предполагал отправиться за границу, чтобы поправить здоровье, расшатанное усиленными, 5-летними трудами по крестьянскому вопросу. Однако, по просьбе Н. А. Милютина он согласился принять участие в комиссии, которой было поручено изучить крестьянский вопрос в Царстве Польском. Вместе с Н. А. Милютиным и князем В. А. Черкасским Самарин выработал проект «Положения об устройстве сельских гмин и крестьянского быта в Царстве Польском», которое 19 февраля 1864 года было Высочайше утверждено.
С введением земского и городского самоуправления труды Самарина разделились между народными школами, которыми он усердно занимался у себя в деревне, и занятиями по земским и городским делам в Москве. Не будучи реформатором, который желал бы подчинить течение жизни какому-либо отвлеченному принципу, Самарин был, по выражению А. Д. Градовского, «человеком реформы», то есть горячим защитником того, что приобретено русским обществом с 1861 года. Требуя для России самобытного развития, он боялся ломки народного быта, преждевременного искажения его коренных начал, но в то же время всеми силами защищал те нововведения, которые вносили свет в русское общество, хотя бы основная их мысль и была заимствована из-за границы. «Неисправимый славянофил» (по его собственным словам), Самарин высоко ценил западную цивилизацию. В земском самоуправлении, в зачатках свободного печатного слова, в новом суде он видел условия, способные поднять наш народный дух, сообщить нашей государственной и общественной жизни более национальный характер. Вот почему он восставал против наших «охранителей», поставивших себе целью запугать правительство и подвигнуть его на ломку всего, созданного в эпоху великих реформ". Самарин, продолжая традиции старших славянофилов, являлся сторонником «народной» монархии, наиболее ярко выраженной в допетровскую эпоху.
С уничтожающею иронией осмеял он этих «охранителей» в своем ответе (изданном за границей в 1875 году) генералу Фадееву, автору книги «Чем нам быть», доказывая, что мнимое «охранение» желает идти путём чисто революционной ломки во имя отвлеченного принципа. Этот ответ является одним из замечательнейших полемических сочинений в русской литературе. С ещё большим блеском полемический талант Самарина сказался в письмах о иезуитах, появившихся в 1865 году сначала в «Дне», потом отдельной книгой и выдержавших два издания («Иезуиты и их отношения к России», 2 изд., СПб., 1868; есть польск. перевод). По глубине анализа и силе негодующего чувства письма Самарина могут быть сравнимы с «Письмами к провинциалу» Паскаля.
Самарин разбирает систему авторитетного иезуита-казуиста Германа Бузенбаума, сравнительно умеренного в своих выводах, и на частных правилах иезуитской нравственности выясняет всю её безнравственность. Вызван был этот трактат Самарина письмом русского иезуита Мартынова, который по поводу приезда в Петербург иезуита-проповедника выступил с защитою своего ордена и вызывал на полемику. Когда перчатку поднял Самарин, иезуиты предпочли воздержаться от дальнейшей полемики. По словам К. Д. Кавелина, «ни огромные знания, ни замечательный ум, ни заслуги, ни великий писательский талант не выдвинули бы так вперед замечательную личность Самарина, если бы к ним не присоединились два несравненных и у нас, к сожалению, очень редких качества: непреклонное убеждение и цельный нравственный характер, не допускавший никаких сделок с совестью, чего бы это ни стоило и чем бы это ни грозило».
Чуждый властолюбия и честолюбия, Самарин отличался широкою терпимостью к чужим мнениям: чувства дружбы соединяли этого бойца славянофильской идеи с К. Д. Кавелиным, ветераном западничества, с которым он расходился и по вопросам чисто теоретическим (возражения Самарина на «Задачи психологии» Кавелина). Возвышенным характером Самарина объясняется и громадный авторитет, каким он пользовался во всех слоях общества, что особенно ярко сказалось в начале 1870-х годов, при обсуждении в земских собраниях податной реформы: земства многих губерний обращались по этому вопросу к нему за советами.
Почетный член Московского университета (1868).
В 1866—1876 годах был гласным Московской городской думы.
В качестве председателя комиссии, избранной московским земством для обсуждения податного вопроса, Самарин составил подробный, тщательно разработанный проект податной реформы в смысле уравнения всех сословий. В связи с этой работой Самарина стоит его статья о финансовых реформах в Пруссии в начале XIX ст. (в «Сборнике государственных знаний» Безобразова, т. VI). «Сочинения» Самарина (т. I—X ,  М., 1877-96) издавались его братом Д. Ф. Самариным.
Скончался в Берлине 19 (31) марта 1876 года от заражения крови после небольшой операции на руке. Был похоронен в Даниловом монастыре в Москве, в советский период при ликвидации некрополя могила была уничтожена.

## Сочинения
- Самарин Ю. Ф. Сочинения. В 11 томах. — 1877—1911.
- Сочинения Ю. Ф. Самарина Том 1 Статьи разного содержания и по польскому вопросу  — 1877 г.
- Сочинения Ю. Ф. Самарина Том 3 Крестьянское дело с 20 ноября 1857 по июнь 1859 года  — 1885 г.
- Самарин Ю. Ф. Иезуиты и их отношение к России. — Типография «Грачева и К».— 1870.
- Самарин Ю. Ф. Православие и народность. / Сборник статей. — М.: Институт русской цивилизации, 2008. — (Серия: Русская цивилизация) — 720 c. — ISBN 978-5-902725-14-5
- Самарин Ю. Ф.: Préface aux oeuvres théologiques de A. S. Khomiakov. (In: Unam Sanctam 7). — Paris, 1939. — 95 p.
- «Я любил Вас любовью брата…»: Переписка Ю. Ф. Самарина и баронессы Э. Ф. Раден / Отв. ред. О. Л. Фетисенко. — СПб.: Владимир Даль, 2015. — 448 с.
- Переписка И. С. Аксакова и Ю. Ф. Самарина / Изд. подгот. Т. Ф. Пирожкова, О. Л. Фетисенко, В. Ю. Шведов. — СПб.: Издательство «Пушкинский Дом», 2016. — 710 с.